# هافنر برگ
هافنر برگ (به لاتین: Haffner Bjerg) یک کوه در گرینلند است که در Avannaata, Greenland واقع شده‌است. هافنر برگ ۱٬۴۸۳ متر بالاتر از سطح دریا واقع شده‌است.